# Chlotrudis Awards/Beste Nebendarstellerin
Seit 1995 wird bei den Chlotrudis Awards die Beste Nebendarstellerin geehrt.
| Statistik                                         |                                                              |
| Am häufigsten honorierte Schauspielerin           | Patricia Clarkson und Catherine Keener (je zwei Siege)       |
| Am häufigsten nominierte Schauspielerin           | Cate Blanchett und Patricia Clarkson (je vier Nominierungen) |
| Am häufigsten nominierte Schauspielerin ohne Sieg | Kristin Scott Thomas (drei Nominierungen)                    |

## Ausgezeichnete Schauspielerinnen
| Jahr | Schauspielerin                                                        | Film                                                                          | Weitere Nominierte |
| ---- | --------------------------------------------------------------------- | ----------------------------------------------------------------------------- | --- |
| 1995 | Dianne Wiest                                                          | Bullets Over Broadway                                                         | Kirsten Dunst für Interview mit einem Vampir und Betty und ihre Schwestern Sarah Peirse für Heavenly Creatures Brooke Smith für Vanja auf der 42. Straße Kristin Scott Thomas für Vier Hochzeiten und ein Todesfall Uma Thurman für Pulp Fiction |
| 1996 | Mira Sorvino                                                          | Geliebte Aphrodite                                                            | Illeana Douglas für To Die For Jennifer Jason Leigh für Dolores Fiona Shaw für Jane Austens Verführung Elizabeth Spriggs für Sinn und Sinnlichkeit |
| 1997 | Juliette Binoche und Mary Tyler Moore                                 | Der englische Patient Flirting with Disaster – Ein Unheil kommt selten allein | Marianne Jean-Baptiste für Lügen und Geheimnisse Barbara Hershey für Portrait of a Lady Kristin Scott Thomas für Engel und Insekten Allison Janney für Big Night Meryl Streep für Marvins Töchter |
| 1998 | Joan Cusack                                                           | Ein Mann – ein Mord (Grosse Pointe Blank) und In & Out                        | Janeane Garofalo für Romy und Michele Phyllida Law für The Winter Guest Julianne Moore für Boogie Nights und The Myth of Fingerprints Christina Ricci für Der Eissturm Maggie Smith für Washington Square |
| 1999 | Lisa Kudrow                                                           | The Opposite of Sex – Das Gegenteil von Sex                                   | Joan Allen für Pleasantville – Zu schön, um wahr zu sein Kathy Bates für Mit aller Macht Patricia Clarkson für High Art Judi Dench für Shakespeare in Love Lynn Redgrave für Gods and Monsters |
| 2000 | Catherine Keener                                                      | Being John Malkovich                                                          | Cate Blanchett für Ein perfekter Ehemann und Der talentierte Mr. Ripley Toni Collette für The Sixth Sense Joan Cusack für Arlington Road und Die Braut, die sich nicht traut Cameron Diaz für Being John Malkovich Cherry Jones für Das schwankende Schiff Chloë Sevigny für Boys Don’t Cry Sissy Spacek für Eine wahre Geschichte – The Straight Story |
| 2001 | Nadia Litz                                                            | The Five Senses                                                               | Jennifer Connelly für Requiem for a Dream Candace Evanofski für George Washington Siobhan Fallon Hogan für Dancer in the Dark Madeline Kahn für Judy Berlin Elaine May für Schmalspurganoven Samantha Morton für Sweet and Lowdown Lupe Ontiveros für Chuck & Buck Antonia San Juan für Alles über meine Mutter                                         |
| 2002 | Scarlett Johansson und Amanda Redman Publikumspreis: Cate Blanchett   | Ghost World Sexy Beast In stürmischen Zeiten                                  | Jane Adams für Beziehungen und andere Katastrophen Carrie-Anne Moss für Memento Sarah Polley für Das Reich und die Herrlichkeit Marisa Tomei für In the Bedroom |
| 2003 | Patricia Clarkson und Emily Mortimer Publikumspreis: Isabelle Huppert | Dem Himmel so fern Lovely & Amazing 8 Frauen                                  | Ronit Elkabetz für Hochzeit wider Willen Edie Falco für Land des Sonnenscheins – Sunshine State Helen Mirren für Gosford Park Bebe Neuwirth für Alle lieben Oscar Julianne Nicholson für Tully Sarah Peirse für Rain – Regentage |
| 2004 | Patricia Clarkson                                                     | Station Agent                                                                 | Patricia Clarkson für Pieces of April – Ein Tag mit April Burns Hope Davis für American Splendor Olympia Dukakis für The Event Anna Kendrick für Star Camp Miranda Richardson für Spider Ludivine Sagnier für Swimming Pool Paprika Steen für Open Hearts                                                                                               |
| 2005 | Virginia Madsen                                                       | Sideways                                                                      | Fenella Woolgar für Bright Young Things Cate Blanchett für Coffee and Cigarettes Rie Miyazawa für Samurai der Dämmerung Shirley Henderson für Wilbur Wants to Kill Himself |
| 2006 | Catherine Keener                                                      | Capote                                                                        | Corinna Harfouch für Der Untergang Sandra Oh für Wilby Wonderful Robin Wright Penn für Nine Lives Yum Jung-ah für A Tale of Two Sisters Zhang Ziyi für 2046 |
| 2007 | Carmen Maura                                                          | Volver – Zurückkehren                                                         | Grace Zabriskie für Inland Empire Charlotte Gainsbourg für Science of Sleep – Anleitung zum Träumen Catherine O’Hara für Es lebe Hollywood Zoe Weizenbaum für Das Ende der Unschuld |
| 2008 | Cate Blanchett                                                        | I’m Not There                                                                 | Bae Doo-na für Linda Linda Linda Allison Janney für Juno Margo Martindale für Paris, je t’aime Aurora Quattrocchi für The Golden Door Adrienne Shelly für Jennas Kuchen – Für Liebe gibt es kein Rezept |
| 2009 | Elsa Zylberstein                                                      | So viele Jahre liebe ich dich                                                 | Ronit Elkabetz für Die Band von nebenan Nadia Litz für Monkey Warfare Ann Savage für My Winnipeg Penélope Cruz für Vicky Cristina Barcelona Hiam Abbass für Ein Sommer in New York – The Visitor |
| 2010 | Mo’Nique                                                              | Precious – Das Leben ist kostbar                                              | Alycia Delmore für Humpday Rinko Kikuchi für Brothers Bloom Julianne Moore für A Single Man Ursula Strauss für Revanche |
| 2011 | Jacki Weaver                                                          | Animal Kingdom                                                                | Dale Dickey für Winter’s Bone Sissy Spacek für Get Low Kierston Wareing für Fish Tank Dianne Wiest für Rabbit Hole |
| 2012 | Lesley Manville                                                       | Another Year                                                                  | Frances Fisher für Janie Jones Melissa Leo für Red State Kristin Scott Thomas für Love Crime Kim Wayans für Pariah Shailene Woodley für The Descendants |
| 2013 | Amy Adams                                                             | The Master                                                                    | Moon Bloodgood für The Sessions Rosemarie DeWitt für Your Sister's Sister Édith Scob für Holy Motors Jacki Weaver für Silver Linings Playbook |
| 2014 | June Squibb                                                           | Nebraska                                                                      | Sally Hawkins für Blue Jasmine Janet McTeer für Hannah Arendt Allison Janney für The Way, Way Back Molly Parker für The Playroom |
| 2015 | Agata Kulesza                                                         | Ida                                                                           | Suzanne Clément für Mommy Eva Green für White Bird in a Blizzard Lydia Leonard für Archipelago Imelda Staunton für Pride Tilda Swinton für Snowpiercer |
| 2016 | Cynthia Nixon                                                         | James White                                                                   | Demet Akbağ für Winterschlaf Kristen Stewart für Die Wolken von Sils Maria Mya Taylor für Tangerine L.A. Katherine Waterston für Queen of Earth |
| 2017 | Lily Gladstone                                                        | Certain Women                                                                 | Paulina García für Little Men Naomie Harris für Moonlight Margo Martindale für Die Hollars – Eine Wahnsinnsfamilie Rima Te Wiata für Wo die wilden Menschen jagen Michelle Williams für Manchester by the Sea |
| 2018 | Kirin Kiki                                                            | After the Storm                                                               | Allison Janney für I, Tonya Bria Vinaite für The Florida Project Carrie Coon für Strange Weather Golshifteh Farahani für Paterson Laura Prepon für The Hero |
| 2019 | Sakura Andō                                                           | Shoplifters – Familienbande                                                   | Jeon Jong-seo für Burning Miranda July für Madeline’s Madeline Julianne Nicholson für Weightless Molly Parker für Madeline’s Madeline Tilda Swinton für Suspiria |
| 2020 | Lorraine Toussaint                                                    | Fast Color                                                                    | Susan Blackwell für Auggie Babetida Sadjo für Und atmen Sie normal weiter Octavia Spencer für Luce Julie Walters für Wild Rose Shuzhen Zhao für The Farewell |
| 2021 | Wassilissa Perelygina                                                 | Bohnenstange                                                                  | Jane Adams für She Dies Tomorrow Toni Collette für I’m Thinking of Ending Things Hannah Mosqueda für Gutterbug Ramona Edith Williams für Saint Frances Debra Winger für Kajillionaire |